# Dactylopus dactylopus
Dactylopus dactylopus · Dragonnet dactylé
Espèce
Dactylopus dactylopus, communément nommé Dragonnet dactylé, est une espèce de poissons marins de la famille des Callionymidae.
Le Dragonnet dactylé est présent dans les eaux tropicales de la zone centrale de l'Indo-Pacifique de l'Indonésie à l'archipel de Palau.
Sa taille maximale est de 30 cm.

## Galerie

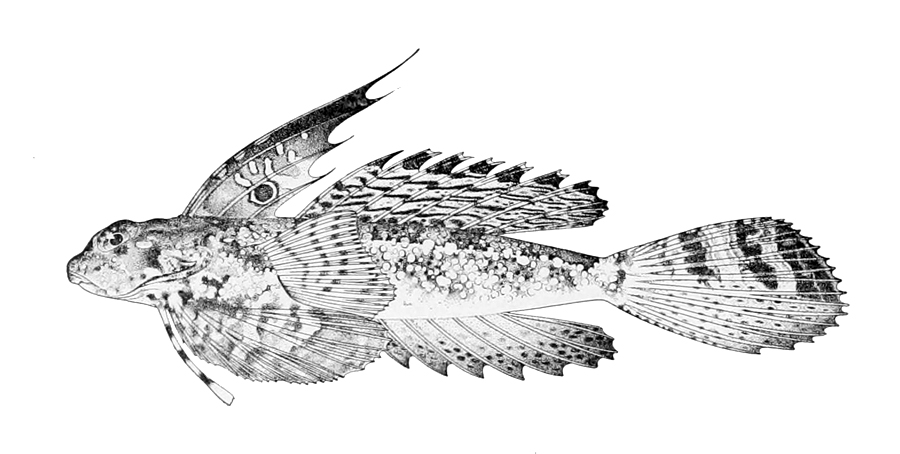
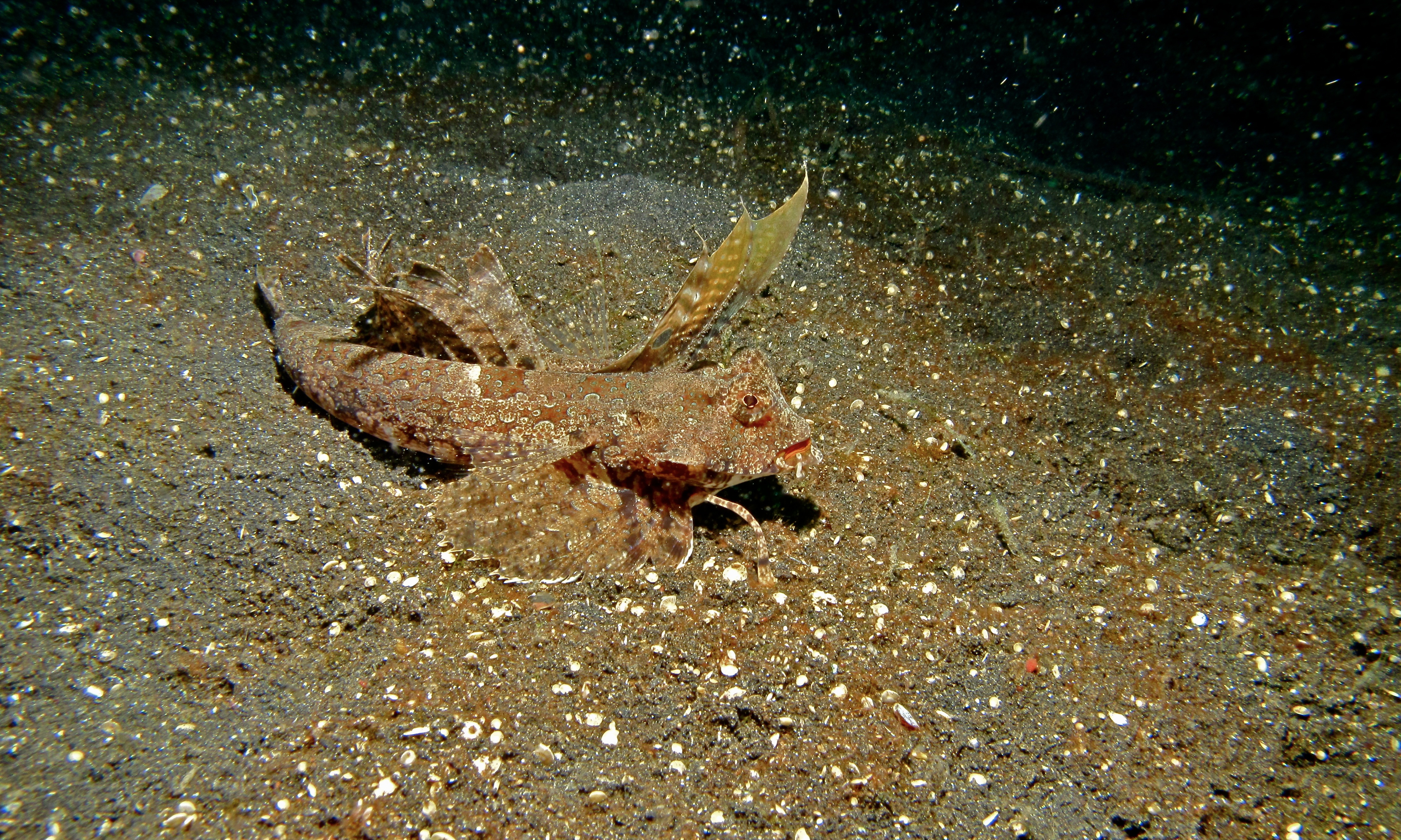
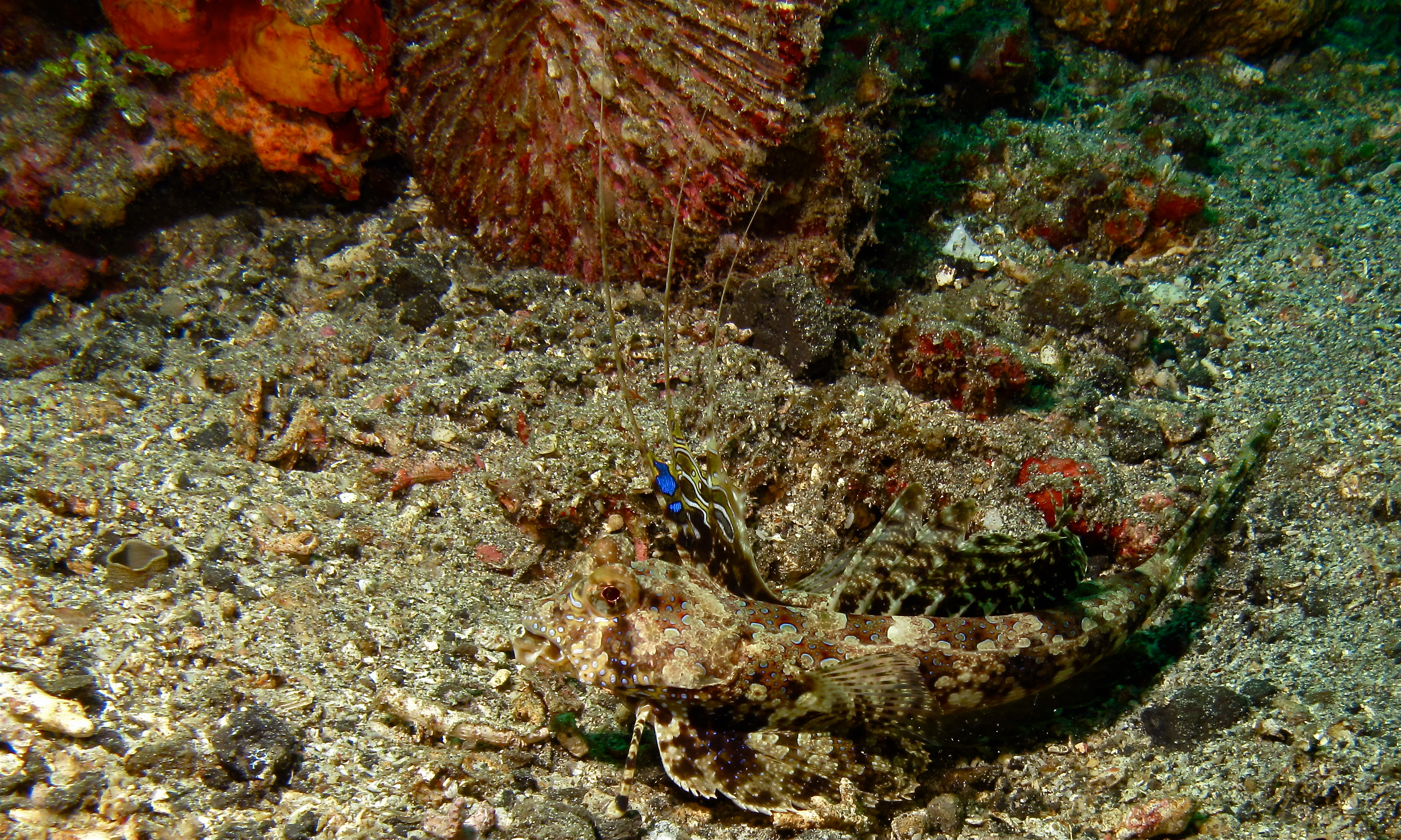